# 水落暢明
水落 暢明（みずおち のぶあき、1985年4月18日 - ）は、大阪府高石市出身の元プロ野球選手（投手）。現役引退後は阪神タイガースの打撃投手を務めていた。
プロ野球審判員の水落朋大は実兄。

## 来歴・人物

### プロ入り前
高石市立高石小学校の1年時から軟式野球を始めると、「高石ボーイズ」に所属。中学生時代に「高石リトルシニア」で一躍名を馳せたことから、卒業後の2001年に特待生扱いで平安高校へ進学した。しかし、1年夏の練習中に熱中症を2度にわたって発症。一時は病院の集中治療室に入るほどの重症であったため、退院後に登校がままならないほどのトラウマに悩まされ、同校を退学した。
退学後は実母の営む美容院で働いていたが、「せめて高校を卒業したい」との思いから、2002年に実家近くの大阪府立信太高等学校へ入学。上記の事情から、入学当初は硬式野球部と距離を置いていた。結局、同部が参加する大会を同級生からの誘いで観戦したことがきっかけで入部。2年時の2003年に登板した全国高等学校野球選手権大阪大会では、創部後の9年間で1勝を挙げただけのチームを、ベスト16に初めて導いた。ただし、3年時の2004年には日本高等学校野球連盟の年齢規定で公式戦に登板できず、守備練習でノッカーを務めるなど裏方に徹した。
2004年のNPBドラフト会議で、阪神タイガースに10巡目で指名。同球団としては最後の指名選手であったが、契約金1,500万円、年俸440万円（金額は推定）という条件で入団に至った。担当スカウトは池之上格と畑山俊二で、背番号は65。

### 阪神時代
2005年にはウエスタン・リーグ公式戦1試合、2006年には5試合、2007年には6試合に登板。一軍公式戦への登板機会がないまま、2007年のシーズン終了後に球団から戦力外通告を受けたことを機に、現役を引退した。
引退後の2008年から打撃投手へ転身したが、2013年のシーズン終了後に退団した。

### 阪神退団後
「酒美鶏 葛城」心斎橋店（阪神時代の先輩である葛城育郎が経営する焼鳥料理店）への勤務を経て、2018年2月から、同じ心斎橋（大阪市中央区内 ）で「どら十」というお好み鉄板酒場を営んでいる。ちなみに、店名の「どら十」は、阪神入団のきっかけがドラフト会議での10位指名であったことに由来する。

## 詳細情報

### 年度別投手成績
- 一軍公式戦出場なし

### 背番号
- 65 （2005年 - 2007年）
- 110 （2008年 - 2013年）

### 登場曲
- 「FOREVER」PUSHIM（2005年 - 2007年）